# Charles Fambrough
Charles Fambrough (Filadelfia, 25 agosto 1950 – Allentown, 1º gennaio 2011) è stato un bassista, compositore e produttore discografico statunitense.
Fambrough è stato membro dell'Art Blakey's Jazz Messengers durante i primi anni 80. Ha suonato inoltre con Freddie Hubbard, Airto Moreira, Kenny Kirkland, Wynton Marsalis, McCoy Tyner, Shirley Scott, e molti altri.

## Discografia

### Come leader
- 1991 – The Proper Angle (CTI Records)
- 1992 – The Charmer  (CTI Records)
- 1993 – Blues at Bradley's (CTI Records)
- 1994 – Keeper of The Spirit (AudioQuest Music)
- 1995 – City Tribes (Evidence)
- 1997 – Upright Citizen (NuGroove)
- 2002 – Live at Zansibar Blue (Random Chance)

### Come sideman
Con Kei Akagi
- 1994 – Mirror Puzzle[1]

Con Wynton Marsalis
- 1982 – Fathers and Sons

Con McCoy Tyner
- 1976 – Focal Point
- 1978 – The Greeting
- 1979 – Horizon

Con Roland Kirk
- 1977 – Boogie-Woogie String Along for Real